# Gynoplistia (Gynoplistia) campbelli bicornis
Gynoplistia (Gynoplistia) campbelli bicornis is een ondersoort van de tweevleugelige Gynoplistia (Gynoplistia) campbelli uit de familie steltmuggen (Limoniidae). De ondersoort komt voor in het Australaziatisch gebied.